# Spiranthes casei
Spiranthes casei är en orkidéart som beskrevs av Paul Miles Catling och Cruise. Spiranthes casei ingår i släktet skruvaxsläktet, och familjen orkidéer.

## Underarter
Arten delas in i följande underarter:
- S. c. casei
- S. c. novaescotiae